# Gliczarów Dolny
Gliczarów Dolny ist ein Dorf der Gemeinde Biały Dunajec im Powiat Tatrzański der Woiwodschaft Kleinpolen in Polen in der Region Podhale. Das Dorf liegt im Gebirgszug Pogórze Bukowińskie etwa zehn Kilometer nördlich von Zakopane und zehn Kilometer südlich von Nowy Targ.

## Geschichte
Gliczarów wurde um das Jahr 1630 nach Walachenrecht gegründet. 1636 gab es in Gleyczarow noch einige steuerfreie Neusiedler. Der Ortsname wurde auf zwei Arten erläutert. Die erste These ist, dass er besitzanzeigender Herkunft aus dem Personennamen Gliczer/Glejczer (z. B. schon 1371 als Franko Glyczera erwähnt; aus dem deutschen Gleitzner) abgeleitet ist. Die andere These behauptet, dass er aus dem Walachischen stammt und Ort des starken Windes bedeutet. Das Attribut Dolny bedeutet Unter, also der niedriger gelegene Teil eines Ortes. 1668 erhielt Andrzej Bafia das Schulzenamt in Gleycarow.

## Sehenswürdigkeiten
Im Ort befindet sich eine moderne Kirche des Johannes des Täufers.

## Tourismus
Es geht in Gliczarów Dolny ruhiger zu als in den benachbarten Skiorten Zakopane oder Bukowina Tatrzańska. Die touristische Infrastruktur wird ausgebaut.

### Wintersport
Im Ort gibt es mehrere kleinere Liftanlagen.

## Galerie

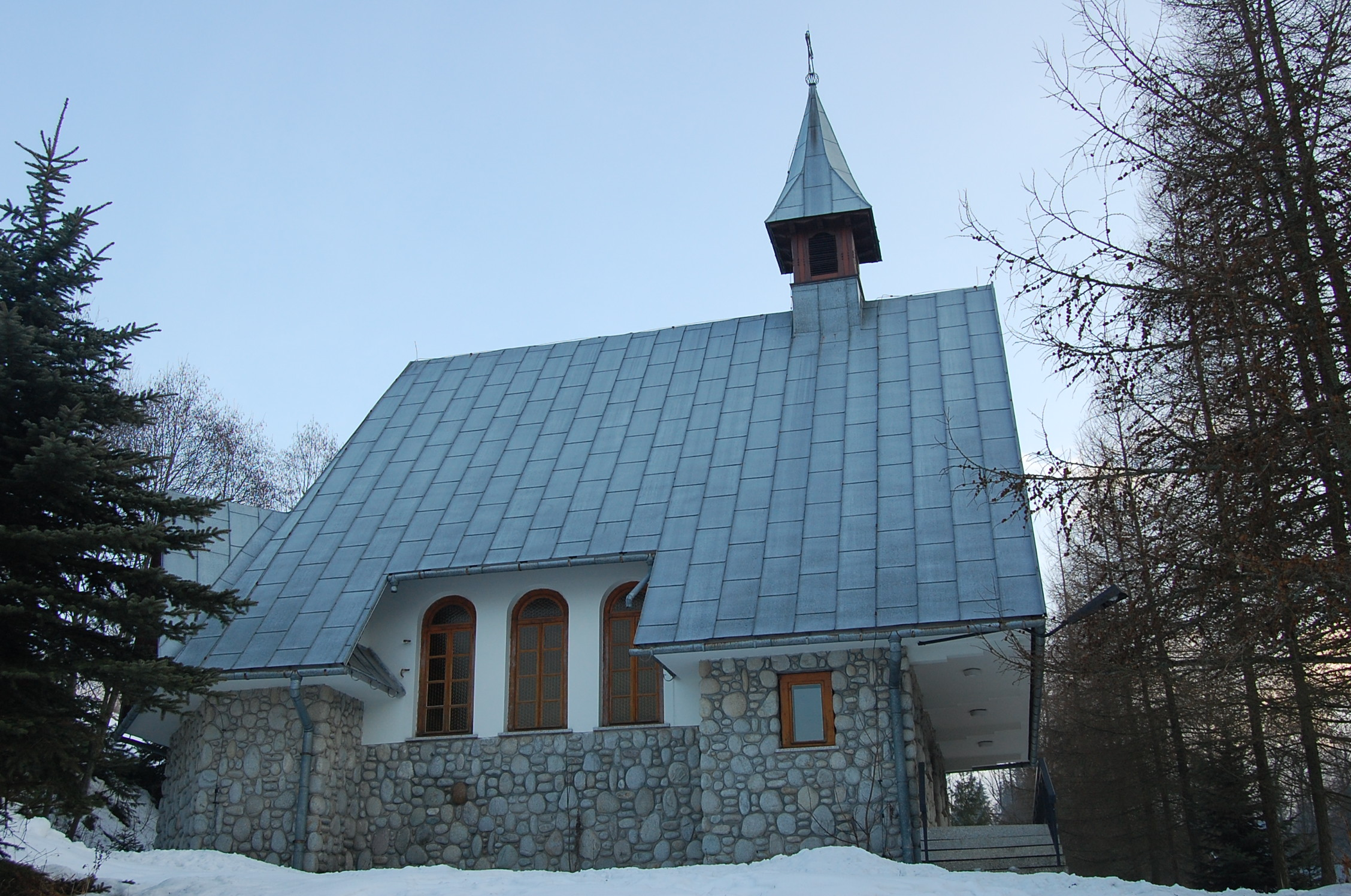
Johanneskirche
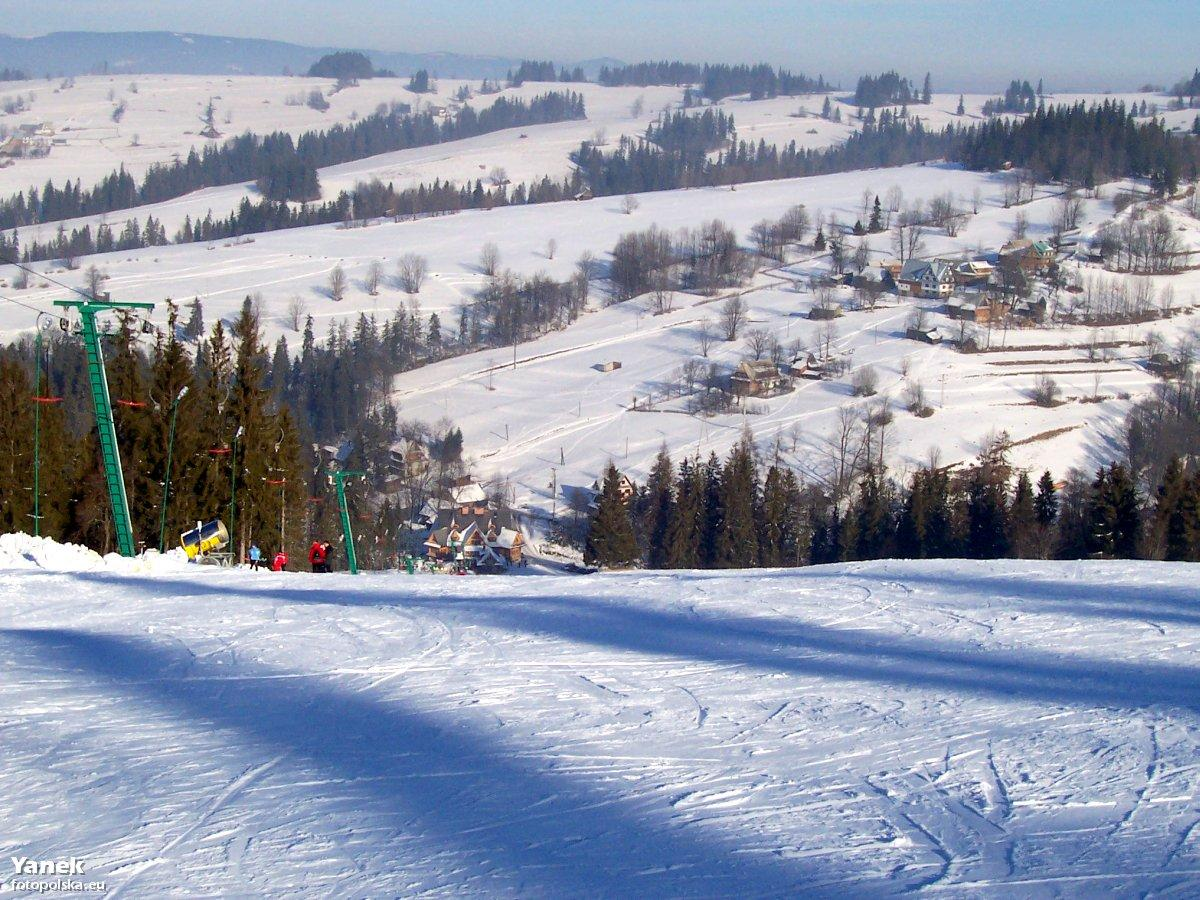
Skigebiet